# حاجی‌یوسف (کاهتا)
حاجی‌یوسف (به ترکی استانبولی: Hacıyusuf) (به کردی: Bozmış) یک منطقهٔ مسکونی کردنشین در ترکیه است که در کاهتا واقع شده‌است.